# Хосе Ортігоса
Хосе Ортігоса (ісп. José Ortigoza, нар. 1 квітня 1987, Асунсьйон, Парагвай) — парагвайський футболіст, нападник клубу «Серро Портеньйо».
Виступав, зокрема, за клуб «Соль де Америка», а також національну збірну Парагваю.

## Клубна кар'єра
Вихованець клубу «Соль де Америка». У 2004 році він дебютував за основну команду, а через два роки допоміг клубу вийти в еліту разом з одноклубником Пабло Себальйосом, ставши кращими бомбардирами другого дивізіону. 17 лютого 2007 року в матчі проти «Лібертада» він дебютував у парагвайській Прімері. Через рік Хосе разом з одноклубником Едгаром Бенітесом стали найкращими бомбардирами чемпіонату.
На початку 2009 року Ортігоса на правах оренди перейшов у бразильський «Палмейрас». 16 липня в матчі проти «Фламенго» він дебютував у бразильській Серії A. У цьому ж поєдинку Хосе забив свій перший гол за нову команду.
У 2010 році він відправився в оренду в південнокорейський «Ульсан Хьонде». 27 лютого в матчі проти «Кеннама» Ортігоса дебютував у чемпіонаті Південної Кореї. 27 березня в поєдинку проти «Інчхон Юнайтед» він забив свій перший гол за «Ульсан». 2 жовтня у матчі проти «Теджон Сітізен» Ортігоса зробив хет-трик. Забивши 17 м'ячів у дебютному сезоні Хосе став другим у списку найкращих бомбардиром чемпіонату.
На початку 2011 року він втретє був відданий в оренду, його новим клубом став «Крузейро». 13 березня в матчі Ліги Мінейро проти «Демократи-ГВ» Ортігоса дебютував за нову команду. У цьому ж поєдинку він забив свій перший гол за «Крузейро». У 2012 році Хосе повернувся в «Соль де Америка» і відразу ж став кращим бомбардиром чемпіонату.
Влітку того ж року він перейшов у китайський «Шаньдун Лунен». 14 липня в матчі проти «Чанчунь Ятай» Хосе дебютував у китайській Суперлізі. У поєдинку проти «Гуанчжоу Фулі» він забив свій перший гол за «Шаньдун Лунен».
На початку 2013 року Ортігоса став гравцем японського «Ванфоре Кофу». 13 квітня в матчі проти клубу «Касіва Рейсол» він дебютував у Джей-лізі. 18 травня в поєдинку проти «Санфречче Хіросіма» Хосе забив свій перший гол за «Ванфоре Кофу».
Влітку того ж року Хосе повернувся на батьківщину, підписавши угоду з «Серро Портеньйо». 4 серпня в матчі проти «Серро Портеньйо Пресіденте-Франко» він дебютував за новий клуб. 17 серпня в поєдинку проти свого рідного клубу «Соль де Америка» Ортігоса забив свій перший гол за «Серро Спортеньйо». У цьому ж сезоні Хосе став чемпіоном Парагваю.
На початку 2014 року Ортігоса перейшов у мексиканський «Атлас». 9 лютого в матчі проти «Монаркас Морелія» він дебютував у мексиканській Прімері. 9 березня у поєдинку проти «Чьяпас» Хосе забив свій перший гол за клуб з Гвадалахари.
Влітку 2014 року Ортігоса повернувся в «Серро Портеньйо». У 2015 році Ортігоса вдруге став найкращим бомбардиром, а також допоміг клубу виграти чемпіонат. Наразі встиг відіграти за команду з Асунсьйона 74 матчі в національному чемпіонаті.

## Виступи за збірну
4 вересня 2010 року дебютував в офіційних іграх у складі національної збірної Парагваю у товариському матчі проти збірної Японії, замінивши у другому таймі Роке Санта Круса. 17 листопада в поєдинку проти збірної Гонконгу Хосе зробив «дубль», забивши свої перші голи за національну команду. Всього провів у формі головної команди країни 5 матчів, забивши 3 голи.

### Голи за збірну
| #  | Дата              | Місце                                   | Суперник | Рахунок | Змагання         |
| -- | ----------------- | --------------------------------------- | -------- | ------- | ---------------- |
| 1. | 17 листопада 2010 | Гонконг, Гонконг                        | Гонконг  | 0:7     | Товариський матч |
| 2. | 17 листопада 2010 | Хуан Рамон Варгас, Хутикальпа, Гондурас | Гонконг  | 0:7     | Товариський матч |
| 3. | 15 лютого 2012    | Фелісіано Касерес, Парагвай             | Чилі     | 2:0     | Товариський матч |

## Досягнення

### Командні
- Чемпіон штату Мінас-Жерайс: 2011
- Чемпіон Парагваю: Клаусура 2013, Апертура 2015

### Індивідуальні
- Найкращий бомбардир парагвайської Прімери: Апертура 2012 (13 голів), Апертура 2015 (11 голів)